# Собрание западноевропейской живописи Поплавского

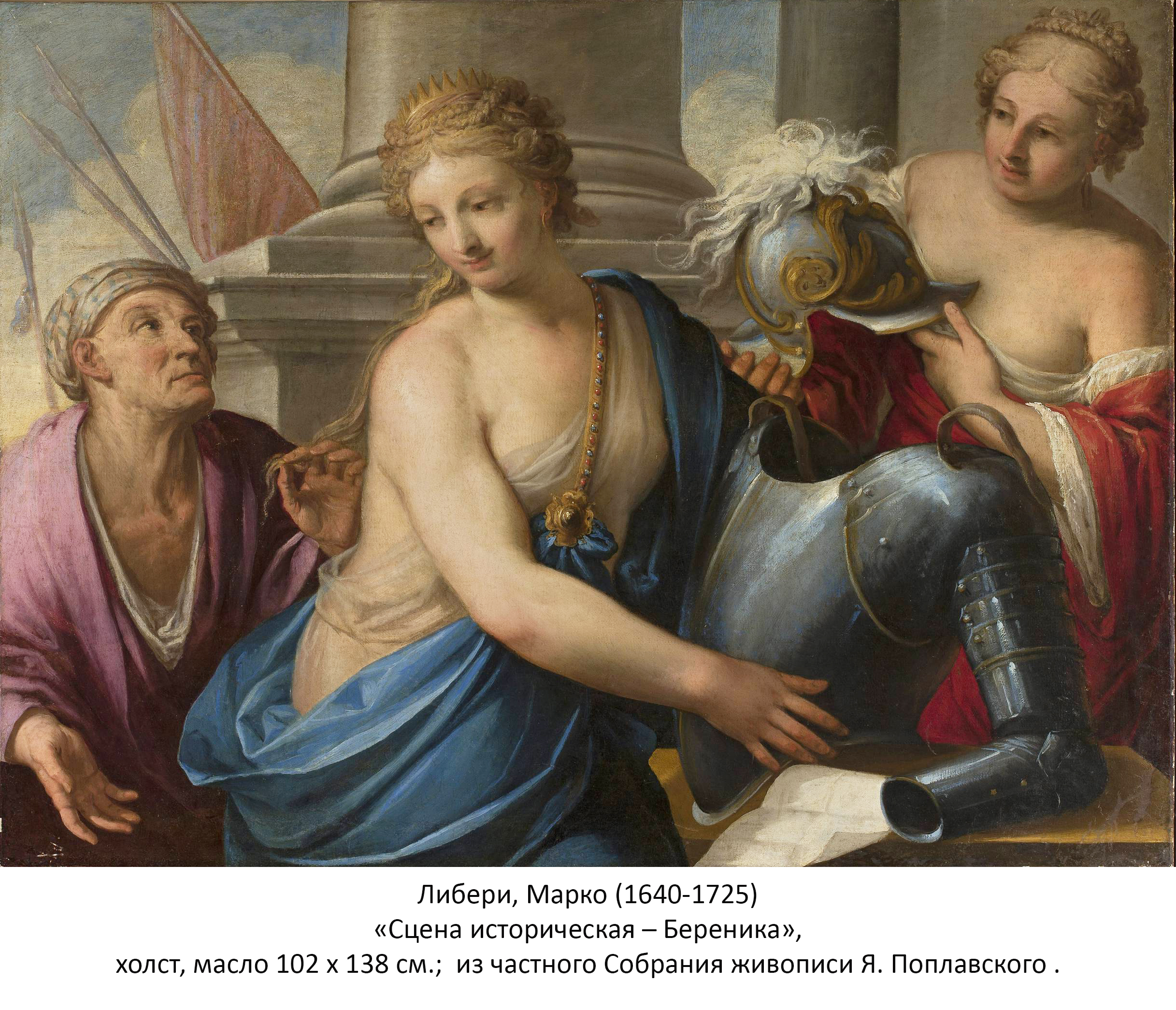
Либери, Марко (1640-1725) «Сцена историческая – Береника» из частного Собрания живописи Я. Поплавского

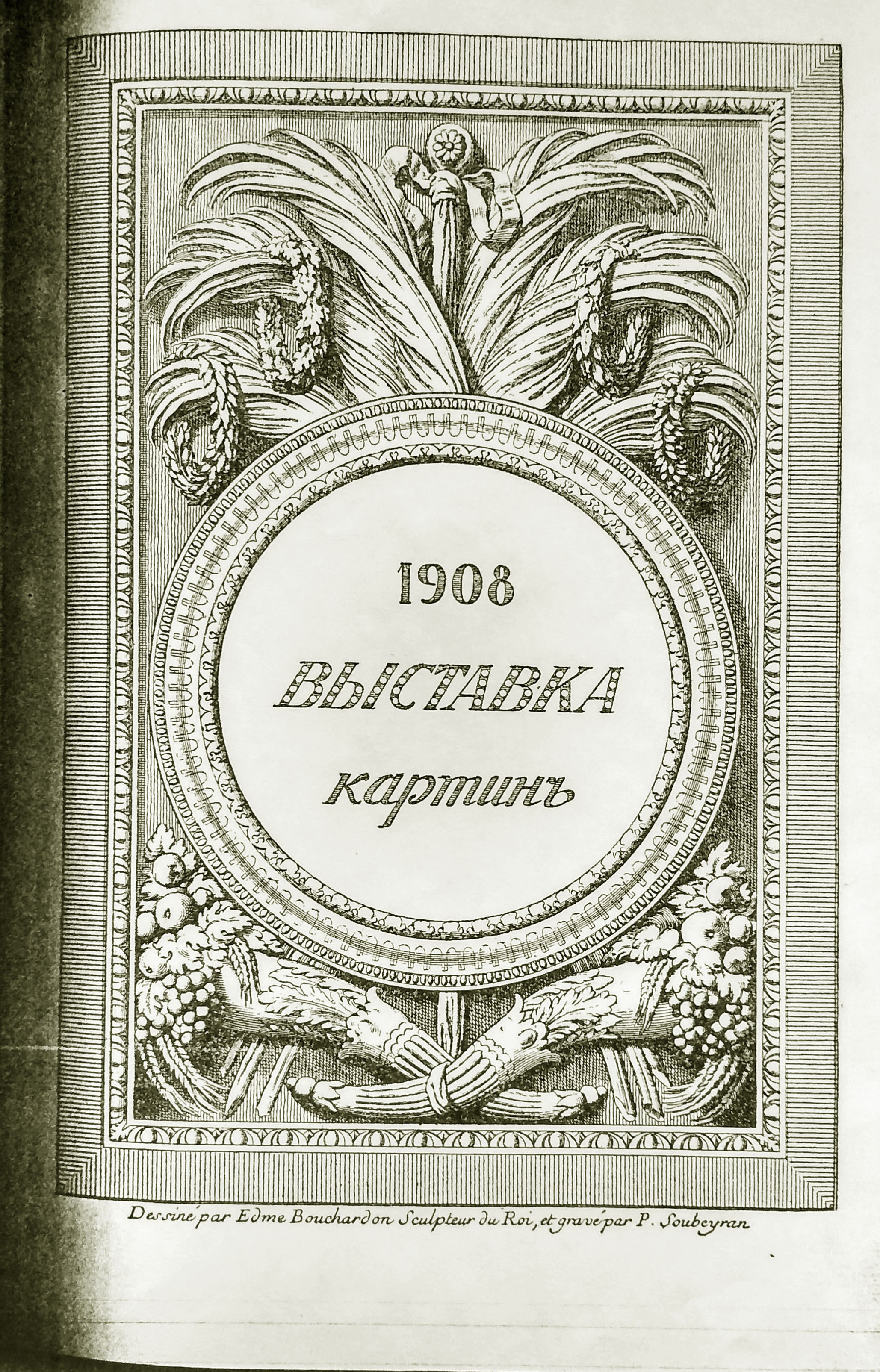
Выставка картин 1908 год Санкт-Петербург

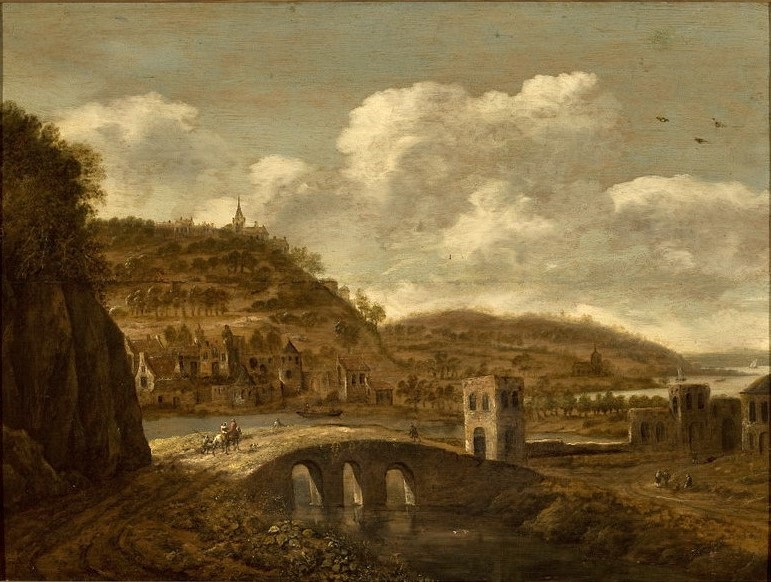
Гористый пейзаж с мостом Дионисиус Фербург- дуб 46,5 х 63,5 см. В каталоге Поплавского_ из собрания Семёнова Тян-Шанского (№97)

Собрание западноевропейской живописи  13-18 веков  петербургского коллекционера Ивана Ивановича Поплавского (польск. Jan Popławski (1860—1935) включало в себя несколько коллекций мастеров разных школ и насчитывало около 400 полотен. Уникальность этого частного Собрании была в систематизированной нидерландской коллекции, наглядно представлявшей эволюцию фламандского и голландского искусства.  После смерти коллекционера в 1935 г., часть картин из его Собрания  находится в Национальном музее Варшавы. Судьба остальных картин Собрания, пропавших в Польше, остается неизвестной.

## Российская история создания Собрания

Картины коллекции д-ра Поплавского по каталогу выставки 1908

Собрание  живописи доктора  Ивана Ивановича Поплавского, было создано в России на рубеже 19-20 веков (1885- 1924гг).  По образованию медик, он был ценителем искусства и увлечен коллекционированием.
Собрание создавалось  «в период возрастающего интереса к североевропейскому искусству и наследию Рембрандта, живопись которого стали оценивать со стороны её психологической глубины, эмоционального богатства, жизненной убедительности и яркой индивидуальности (Э. Колофф).»
Частное Собрание  И.И. Поплавского сформировали коллекции: немецкой живописи, французской, испанской, итальянской  и уникальная систематизированная  нидерландской коллекция.  Ивана Ивановича интересовали редкие малоизвестные мастера, но «значительные с точки зрения изучения исторической эволюции фламандского и голландского искусства».   В его Собрании присутствовали неизвестные произведения, атрибуцию которых он выполнил самостоятельно и установил авторство ряда прежде анонимных произведений.  Ценной находкой стал Эскиз Рубенса к картине «Христос, упавший под крестом». 
В Петербурге  I863-1930 гг. бывал Хофстеде де Гроот, Корнелис  и непосредственно участвовал в научной обработке петербургских коллекций»: П. Семенова, Н.С. Мосолова,    В. Деларова, графа В. Давыдова, братьев Охочинских, М. П. Фабрициуса,  И.И. Поплавского.
Описание картин голландской коллекции д-ра Поплавского, выполненное Корнелиусом Хофстеде де Грот и фотоснимки картин находятся в Институте по истории искусства и иконографии в Гааге (Нидерланды, библиотека RKD) .
По примеру Петра Семёнова-Тянь-Шанского  Поплавский  классифицировал голландскую коллекцию.

В Собрании коллекционера  были живописные полотна кисти Рубенса, Рембрандта ван Дейка, Тинторетто, Йорданса Ян Стенна и других европейских художников 13-18 веков. Картины своих коллекций  владелец описал в «Рукописи Собрания д-ра И. Поплавского».  

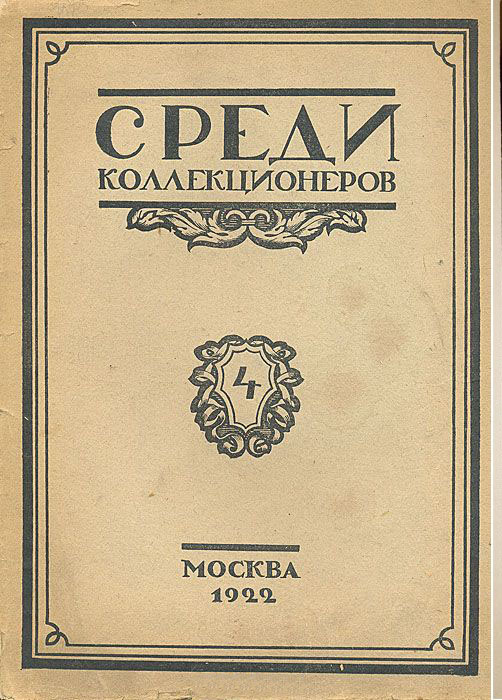
Журнал Среди коллекционеров 1922 г. обложка

Живопись из коллекций доктора Поплавского представлялась на выставках. Сохранились фотографии картин собрания  Ивана Поплавского из каталога выставки 1908 года в Санкт-Петербурге. 

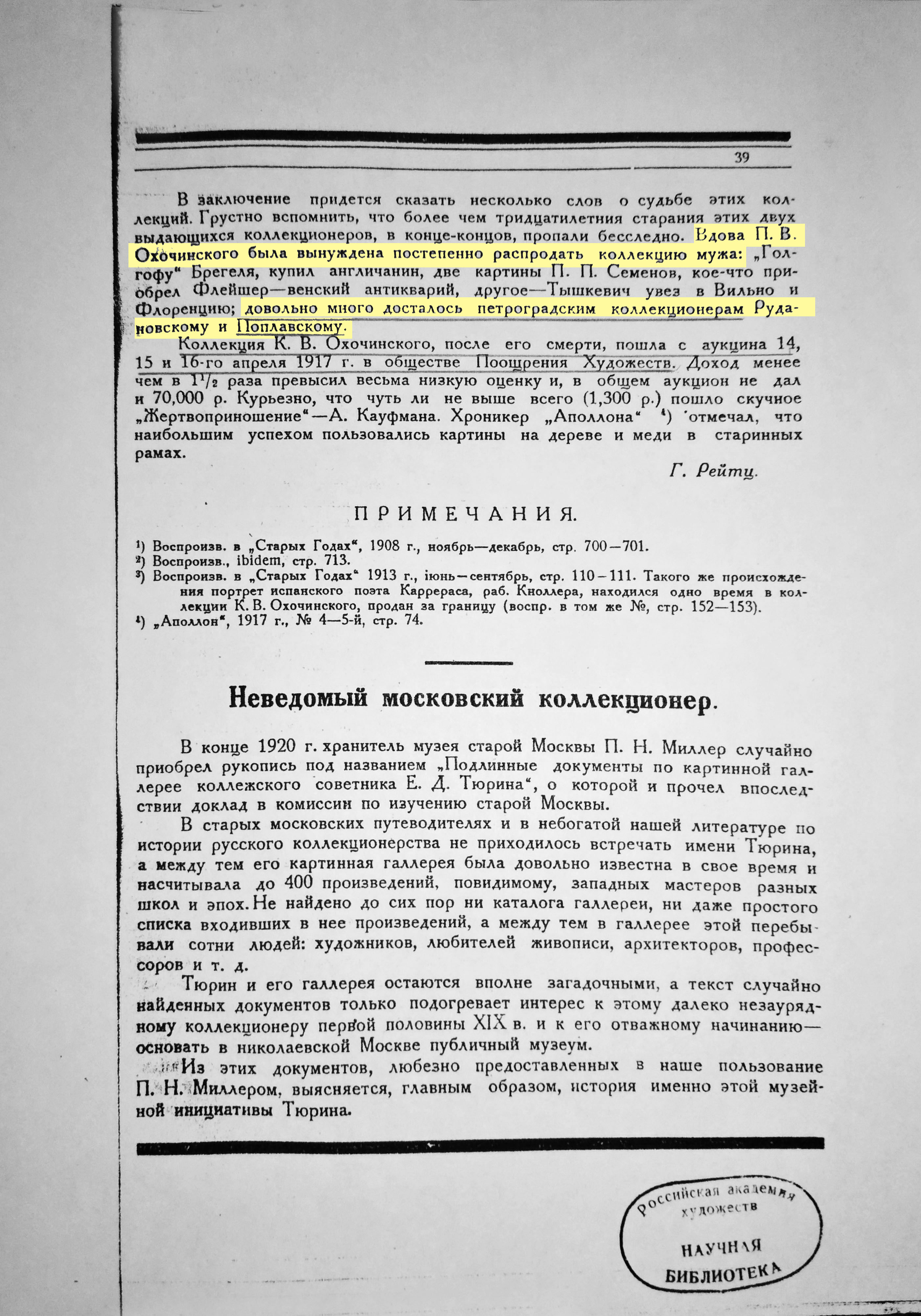
Журнал Среди коллекционеров 1922 г. стр. 39

Публикации о картинах  его коллекций размещали в российских журналах по искусству - в ежемесячнике «Старые годы», «Столица и усадьба», «Искусство и государь Николай Павлович» барона  Н.Н. Врангеля с аукционных продаж «Эрмитажа. Одна из последних публикаций о новом крупном приобретении доктора Поплавского из коллекции К. Охочинского, размещена в журнале Среди коллекционеров» № 4 изд. Москва 1922 г. 

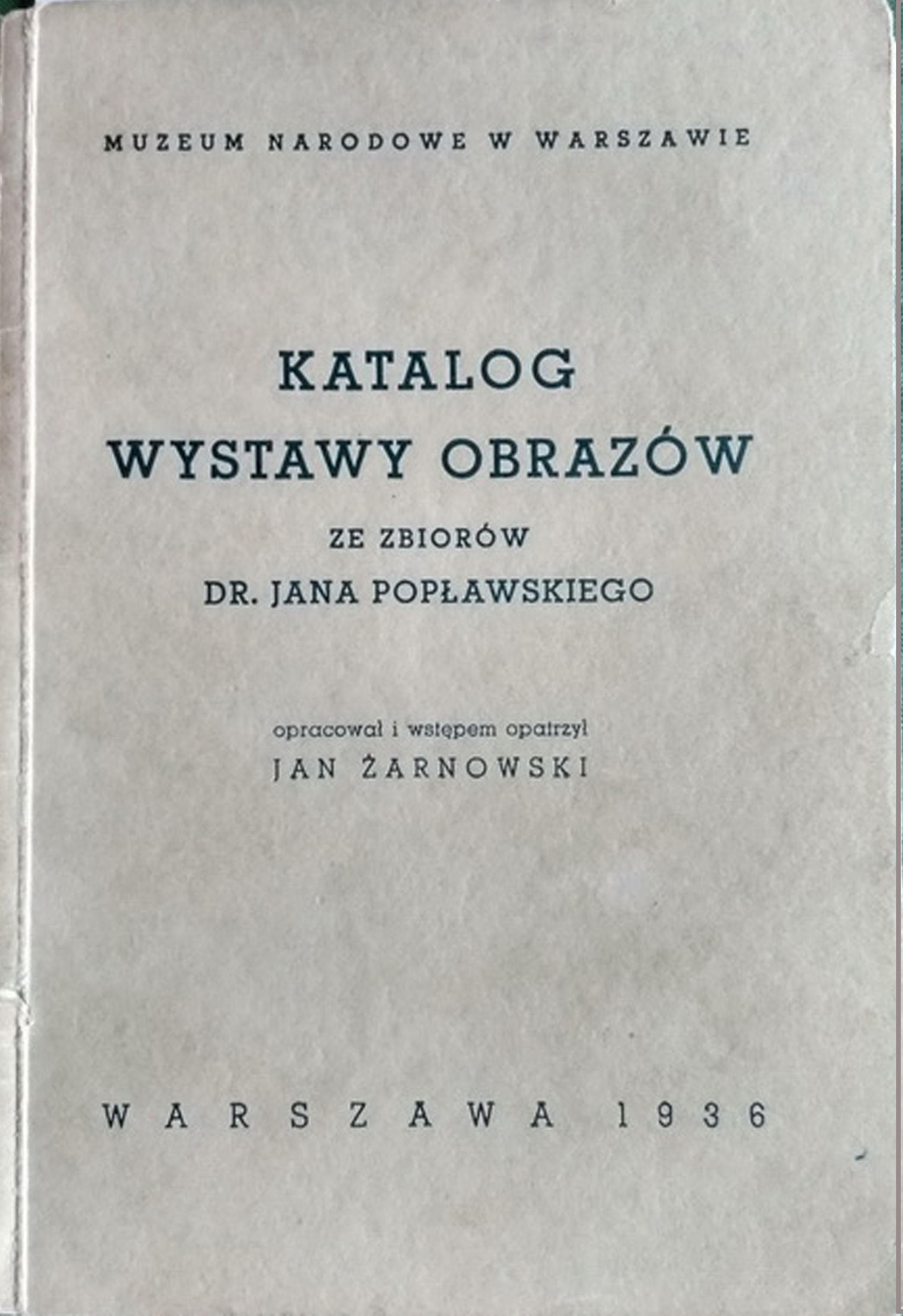
Каталог выставки картин в НМВ 1936 г. обложка

## История Собрания в Польше

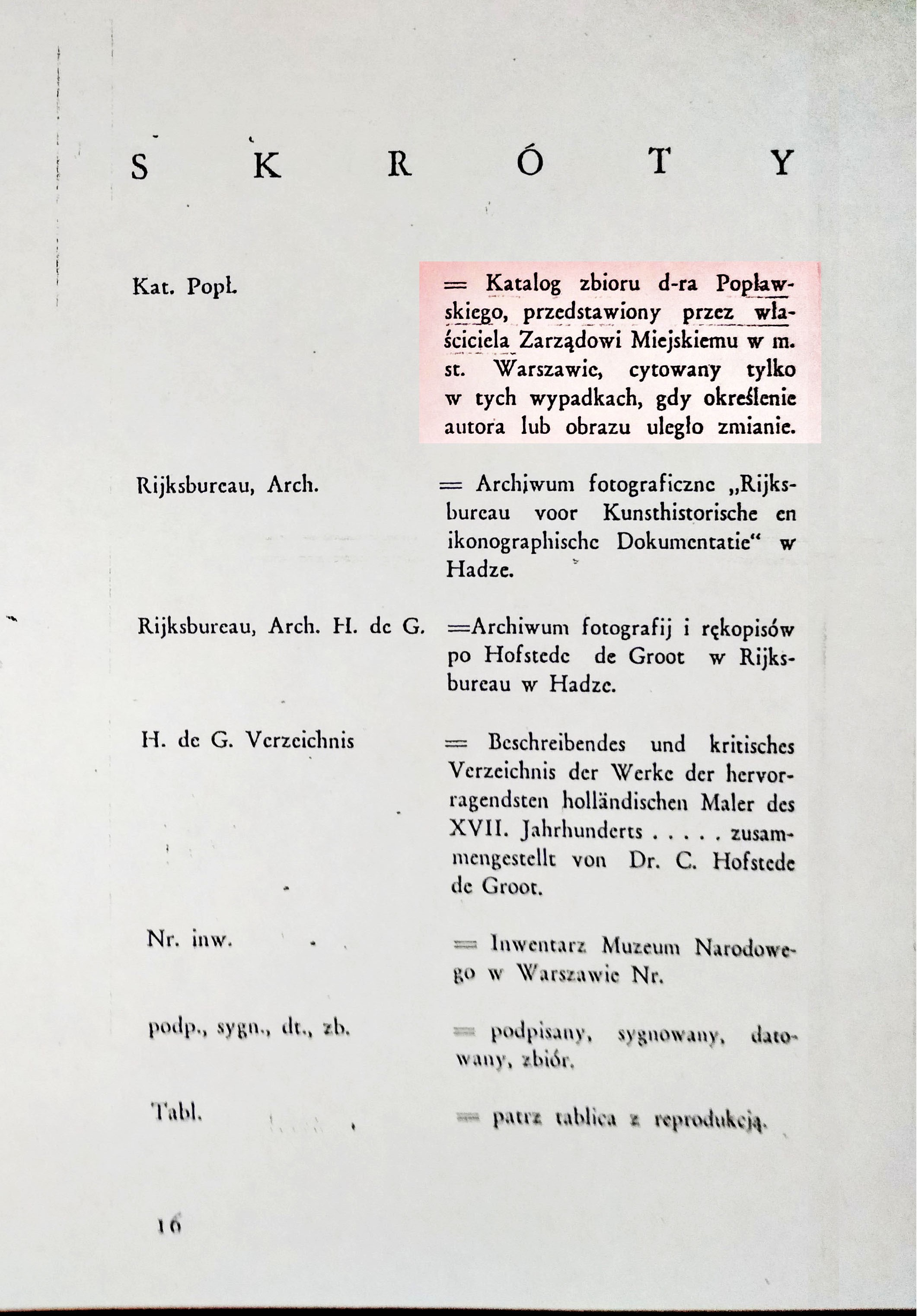
Каталог варшавской выставки 1936 г. стр. 16 Сокращения

В 1924 году д-р Поплавский выехал со своим Собранием в Варшаву с культурно-просветительской целью, и оказался в Польше в период «санации» в отношении СССР.
Собрание живописи коллекционер зарегистрировал в Управлении ст.  г. Варшавы, как владелец
Во время своего пребывания в Варшаве  доктор Ян Поплавский умер  27 мая 1935 г., при невыясненных обстоятельствах.
Его частное Собрание живописи вместе с искусствоведческим трудом - «Рукопись Собрания д-ра Поплавского» (польск. Rękopis zbiorów dr. J. Popławskiego) и личным архивом семьи Поплавских, оказались в Национальном Музее Варшавы.
В марте 1936 г. Варшавским музеем была организована выставка картин из Собрания живописи коллекционера, к открытию которой, музей издал свой первый каталог -  «Каталог выставки картин из Собрания д-ра Я. Поплавского», основанный на рукописях умершего владельца, куда включили 103 картины из коллекций его большого частного Собрания. 

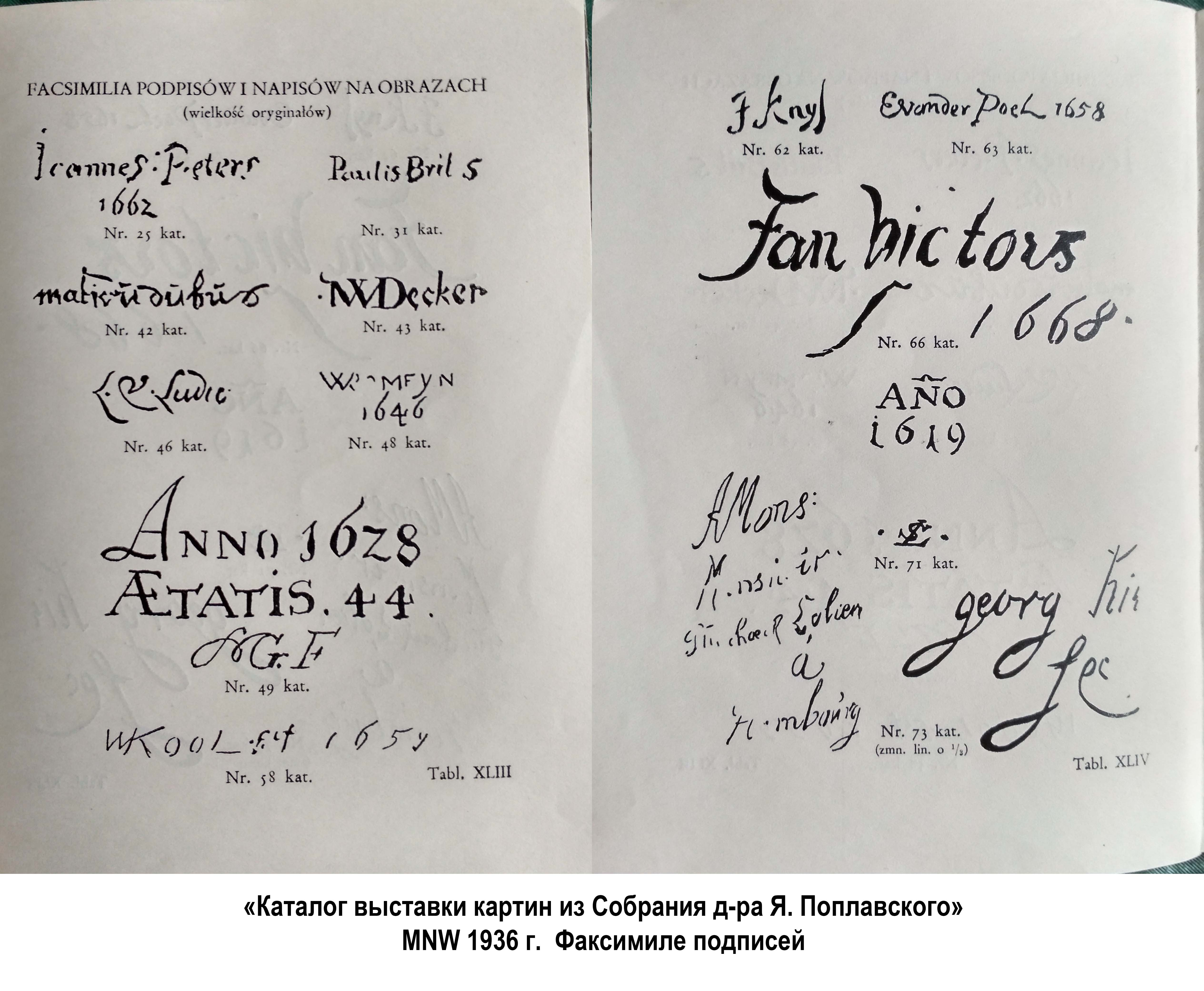
Факсимиле подписей "Каталог выставки картин из Собрания д-ра Я. Поплавского" 1936 г

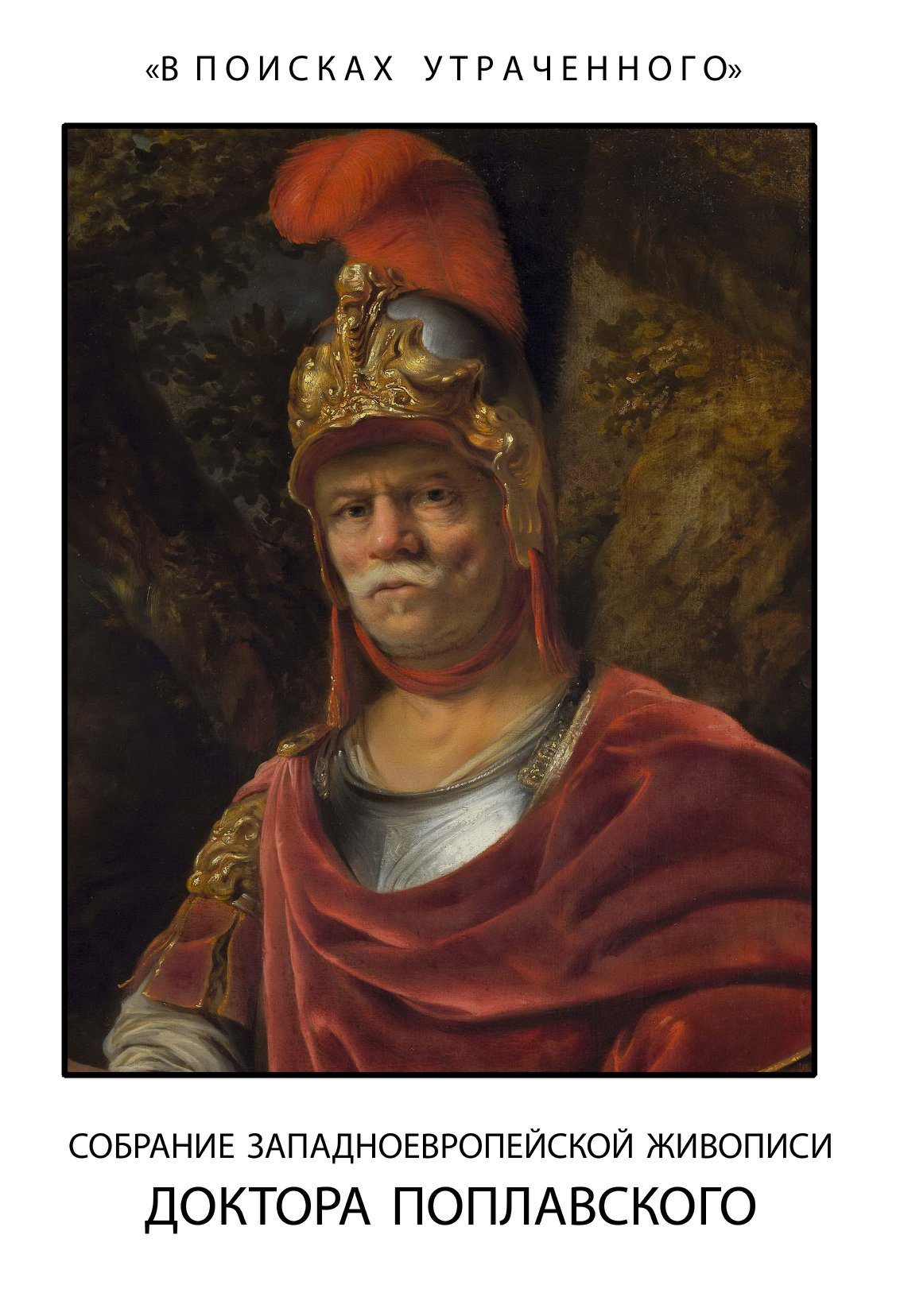
Реконструкция неполного Собрания западноевропейской живописи доктора Я. Поплавского 2019 г.

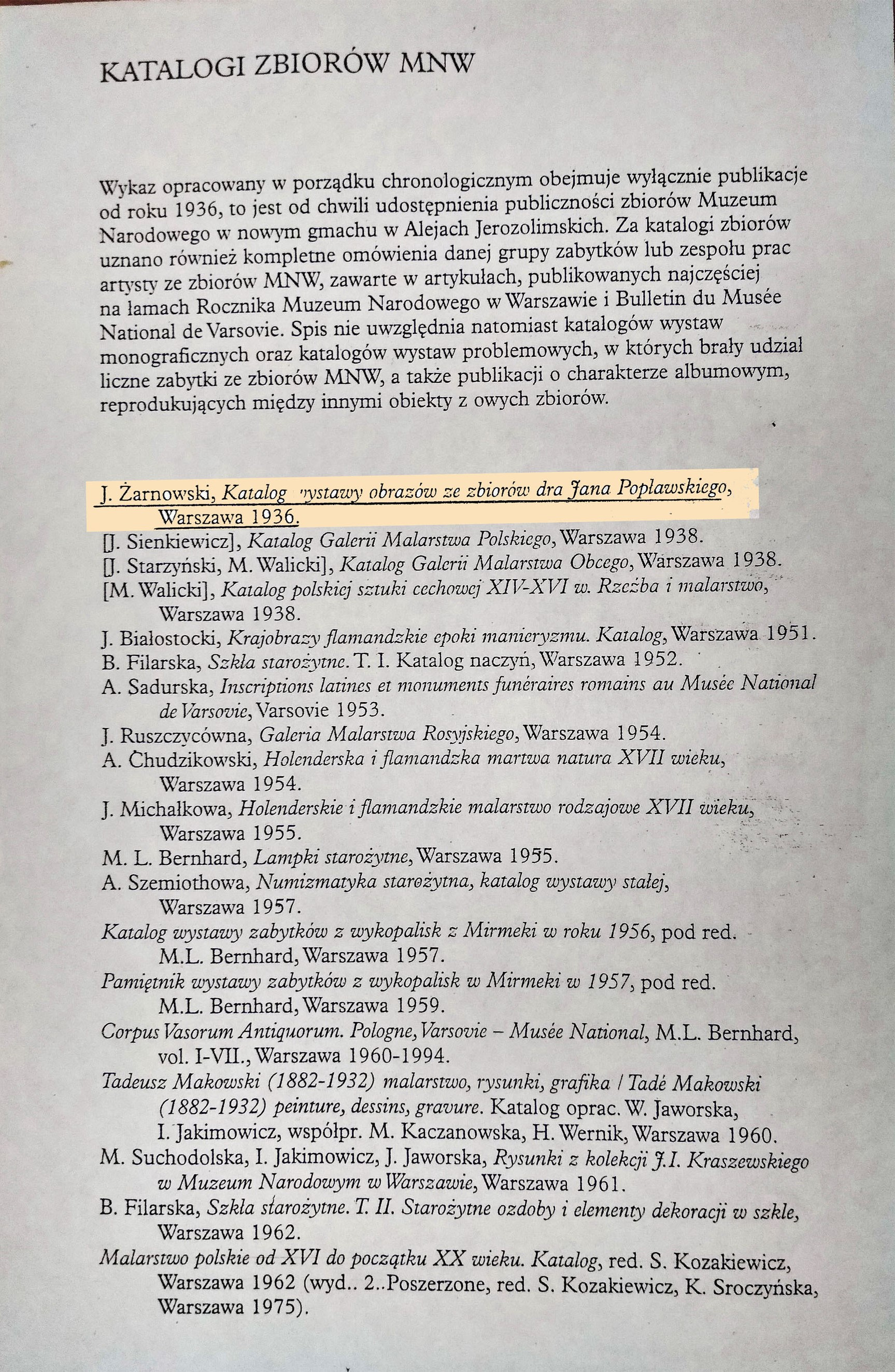
Каталоги собраний MNW 1998 г

При издании каталога выставки, составитель Я. Жарновский в разделе «Сокращения» (стр. 16),  указал первоисточник: «Каталог д-ра Я Поплавского, представленный владельцем в Управление ст. г. Варшавы»  и сообщил сведения, что экспертом голландской живописи коллекции И.И. Поплавского был Корнелиус Хофстеде де Грот, а так же, что описание картин и их фотоснимки имеются в Институте истории искусства и иконографии в Гааге. (Источник:  (Нидерланды, библиотека RKD:  
В каталог выставки 1936 г была включена уникальная голландская коллекция (68 полотен) выстроенная в хронологической последовательности: старонидерландская живопись, фламандская живопись и голландская, которые наглядно иллюстрировали линию исторического развития нидерландской живописи.
Так же в каталог выставки 1936 года вошли полотна из коллекции немецкой живописи - 6 картин, из коллекции французской живописи – 3 картины, и 26 картин из испанской и итальянской коллекций, где были выдающиеся экземпляры - «Портрет венецианского Адмирала» Якопа Бассано (Я. Тинторетто), и прекрасный «Портрет мужчины в парике» кисти Гиацинта Риго.  
Выставочный каталог стал первым каталогом в истории варшавского музея и являлся редким примером научной каталогизации произведений искусства в частной коллекции. (Источник: «Каталоги НМВ» 1998 г. стр. 451; Каталог выставки 1936г., стр. 16) 
Составитель каталога  выставки 1936 г. Я. Жарновский ставит в пример коллекционерам и музеям уникальный собирательский опыт Яна (Ивана) Поплавского , в статье к каталогу он пишет: - «Музеи со временем стали «произведением искусства», как особо удачный синтез содержащихся в нем художественных ценностей. Пример д-ра Поплавского, который, распоряжаясь средствами относительно скромными, сумел создать органичную коллекцию картин, остается полным глубокого значения напоминанием для владельцев частных собраний и для общественных музеев.»  (Я. Жарновский, Варшава 24.12.1935 г.)

## «Рукопись Собрания д-ра Поплавского»

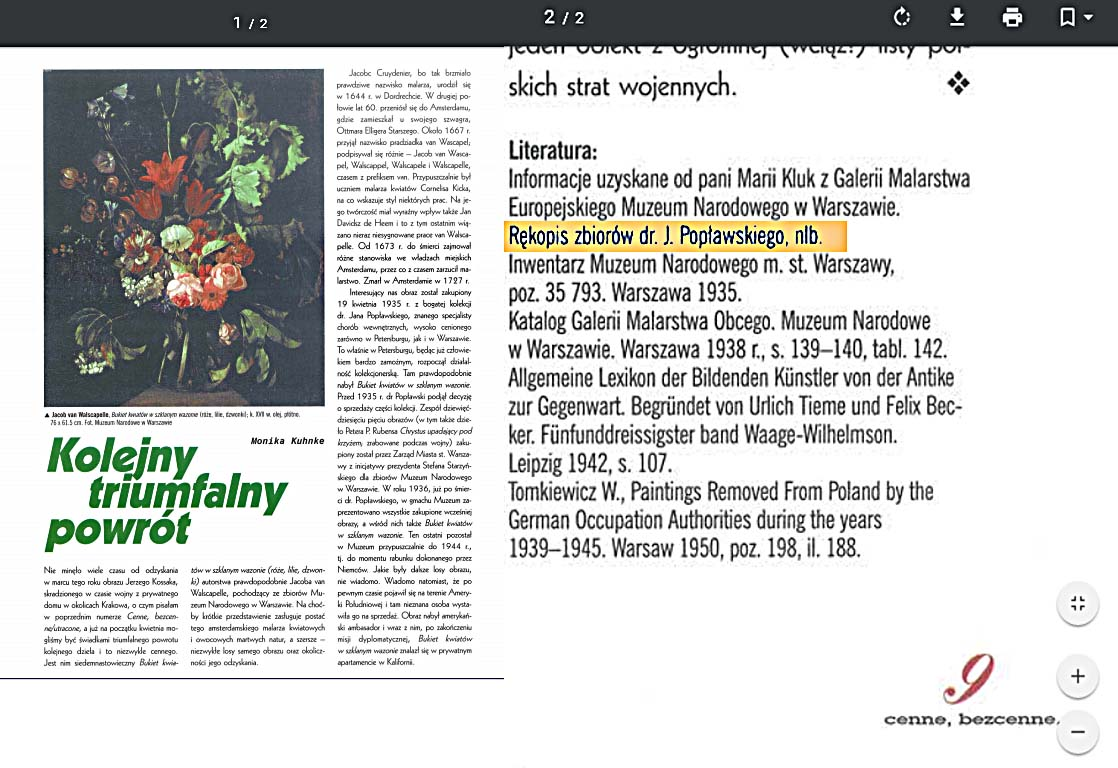
Журнал Ценные Бесценные утраченные Nr 3 (27) 2001 раздел Литература Сведения о Рукописи Собрания д-ра Поплавского

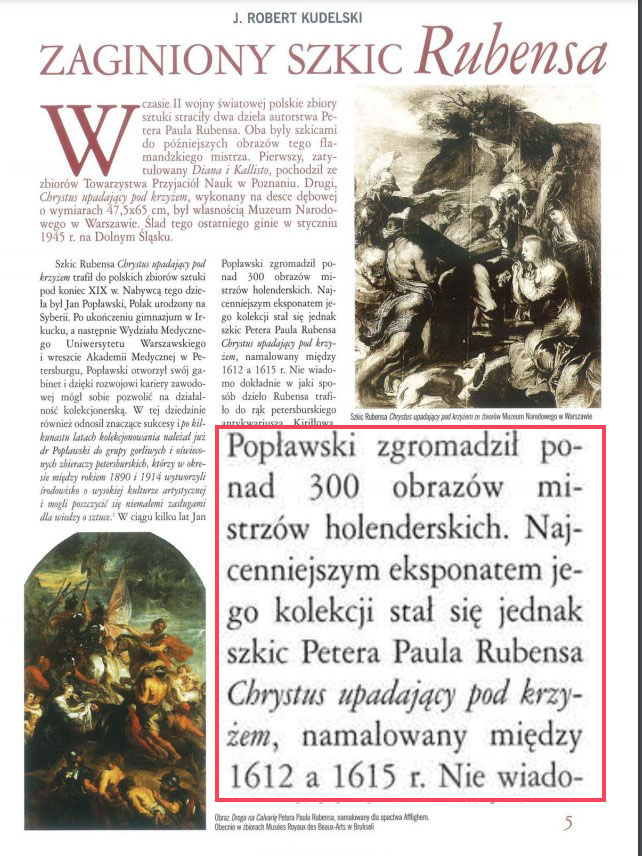
Журнал Ценные, бесценные, утраченные 2006 №2 с цитатой

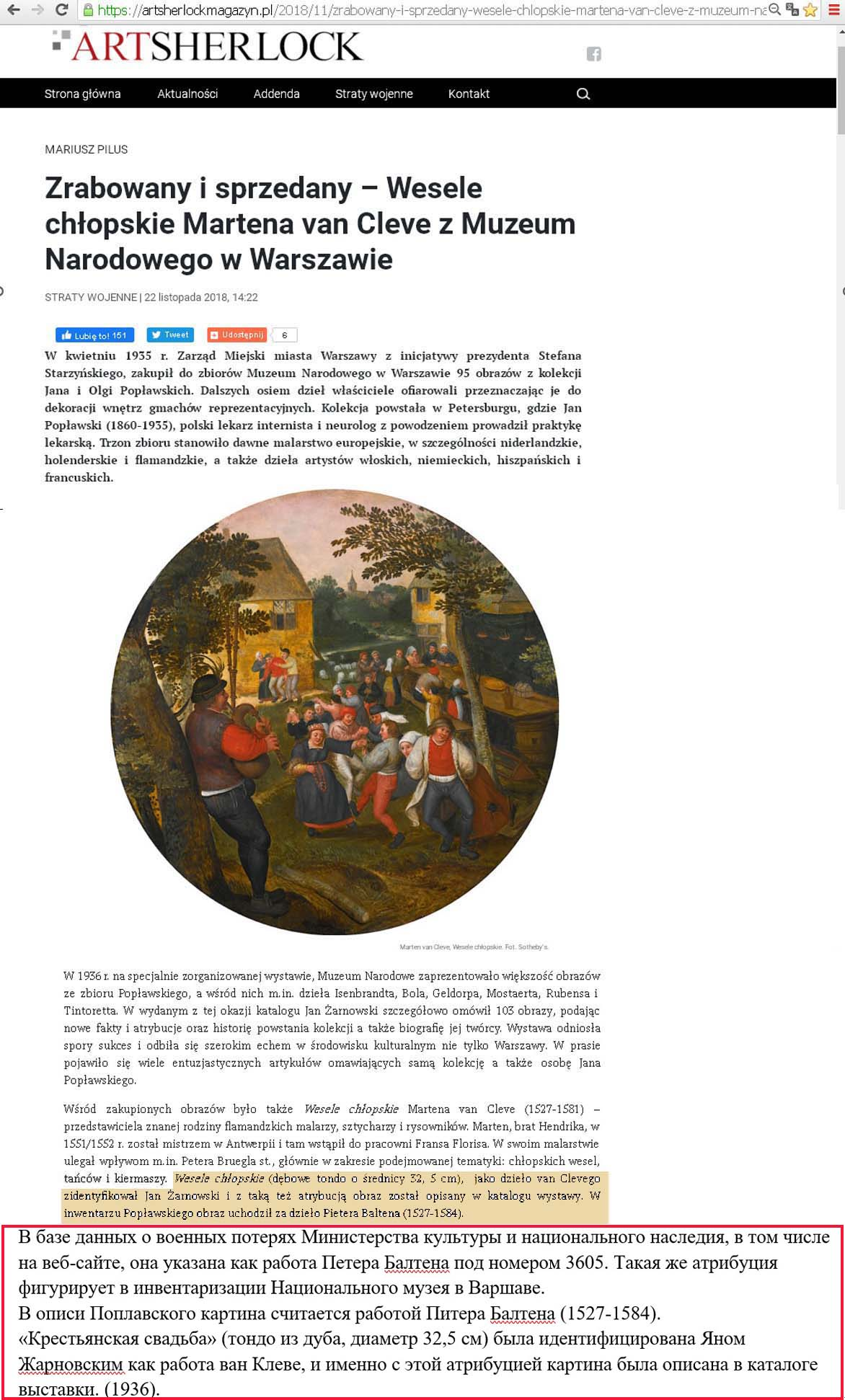
Сайт ARTSHERLOCK скрин 20218 с переводом

( польск. «Rękopis zbiorów dr. J. Popławskiego»)
По  информации пани Marii Klukz - сотрудника Галереи европейской живописи НМВ, с 1935 г авторский каталог владельца Собрания - "Рукопись Собрания д-ра Поплавского" «Rękopis  zbiorów dr. J. Popławskiego, nib» находиться в музее. Все прошедшие годы рукопись владельца Собрания остаётся недоступной как для ценителей искусства, коллекционеров, так и для современных пользователей. (Источник: издание «Ценные бесценные потерянные» № 3 п.2. 2001 г.»,  Раздел: " Литература" Сведения о Рукописи Поплавского ). 
Рукописный Каталог частного Собрания картин д-ра Поплавского (Rękopis zbiorów dr. J.Popławskiego) давал представление об исследовательском опыте коллекционера, об истории, происхождении и миграции картин.
По данным польского Института музейного дела и национальных коллекций «д-р Поплавский собрал более трехсот живописных полотен, в том числе кисти Рубенса, Рембрандта, ван Дейка, Тинторетто, Йорданса, Ян Стенна и других европейских художников 13-18 веков». (Источник: «Ценные бесценные потерянные», № 3 п.3. 2006г № 3 п.3. 2006г). 
В 1945 года после принятия решения о централизации польских музеев, НМВ  был превращен в главное музейное и инвентаризационное учреждение Польши,  с уцелевшим архивом довоенного «Бюро инвентаризации в области культуры», где собраны архивные материалы деятельности Национального музея в Варшаве с момента его основания в 1862 году, как Музея изящных искусств и до наших дней.
В НМВ имеется два каталога картин Собрания  д-ра Поплавского:  каталог коллекционера - «Rękopis  zbiorów dr. J. Popławskiego», и  второй каталог выставки 1936 г. на 103 картины, где Я. Жарновским была заменена атрибуция некоторых картин.
Двойная атрибуция  стала причиной утраты в 2018 году украденной нацистами картины "Крестьянская свадьба (дуб диаметром 32,5 см), так как в каталоге выставки 1936 г. Ян Жирновский определил картину как произведение Ван Клива, а в «Рукописи Поплавского картина шла как работа Питера Балтена (1527-1584).» https://artsherlockmagazyn.pl/2018/11/zrabowany-i-sprzedany-wesele-chlopskie-martena-van-cleve-z-muzeum-narodowego-w-warszawie/
Культурной общественности остаётся неизвестен полный состав частного Собрания живописи д-ра Поплавского.
В России была проведена частичная реконструкция частного Собрания живописи д-ра И.(Я) Поплавского, по публикациям в российских печатных изданиях по искусству 1908-1924 г., на основании которой, были созданы: «МИНИ-КАТАЛОГ неполного Собрания западноевропейской живописи 13-18 вв. доктора Я. Поплавского»  и «Альбом живописи из Собрания д-ра Поплавского»  , которые опубликованы ВК в группе «Коллекция д-ра Поплавского». 

## Разрушение Собрания западноевропейской живописи д-ра Поплавского
Решающую роль в судьбе частного Собрания живописи д-ра Поплавского сыграл "бессменный» директор варшавского музея с 1936 по 1982 гг. Станислав Лоренс, который около 50 лет распоряжался картинами Собрания.
В 1936 г. он организовал первую выставку 103 картин из Собрания живописи д-ра Поплавского в новом, ещё строящимся музее (НМВ) и инициировал издание первого выставочного каталога, где заявил общественности о покупке этой коллекции.   В годы фашистской оккупации, С Лоренс был назначен «Польским руководителем музея при Немецком комиссаре» и знал какие картины отправляют в Германию. en:Stanisław Lorentz
С 1945 года после централизации музеев Польши, картины из  коллекции д-ра Поплавского были переданы в другие музеи, как депозит НМВ. Так в музее г. Познань оказались картины из испанской коллекции д-ра Я. Поплавского, по каталогу варшавской выставки 1936 г.:  
-  «Св. Иероним в пустыне» (№ 83 по каталогу выставки 1936 г).  Джузеппе де Рибера, но как работа Антонио Переда-и-Сальгадо
-  «Святой из ордена доминиканцев» Испанский художник 17 в. (№ 89 по каталогу выставки 1936 г) (Фотоальбом за 1935 № 90) ;  
-  «Медея» Пьетро Делла Веккиа, (№ 87 по каталогу выставки 1936 г) . «Две женские фигуры у урны на фоне западного неба», Испанская школа. ("Фотоальбом за 1935 г."  № 101(" Прощание")  
-  «Святой Петр в задумчивости», Луис Тристан из испанской коллекции, (указана как приобретённая музеем в 1967 г.).
В  музее г. Кракова по каталогу НМВ за 1955 г. значиться картина из Собрания д-ра Поплавского - «Аллегория благоприятной судьбы», Occasio, датирована «Anno 1627, как "пожертвование вавельскому музею".  
Остаётся неизвестным местонахождение других картин испанской и итальянской коллекций:
- Лука Джордано (1634-1705)  «Лот с дочерями». В каталоге 1936 № 84, полотно, 112 х 141, инв. № 35825. (Фотоальбом 1935 г № 89)
- Доминико Зампери – «Христос и самаритянка» (1581-1641). В каталоге 1936 Джованни Батиста Креспи № 81, полотно, 100 х 71(72)  инв. № 35809. (Фотоальбом 1935 г № 88)
- Итальянский художник болонской школы 17 в. — «Портрет старушки с чётками». В каталоге 1936 № 82 полотно 62,2 х 47,4 инв. № 34682. (Фотоальбом 1935 г № 25)
- Школа Доменико Гирландаио – «Св. Мария на коленях перед младенцем». В каталоге 1936 № 86, дерево 59 х 59,5, инв. № 34685. (Фотоальбом 1935 г №28)

На официальном сайте Народного музея Варшавы опубликованы только 75 картин из большого Собрания коллекционера  (Popławski, Jan (1860-1935) zbiory).   Среди выставленных картин представлены также и картины из пропавшего в 1935 г. Собрания, которые не демонстрировались на выставке в 1936 году и не были включены в её каталог:
- «Отцелюбие римлянки» (Римское милосердие ), Георг Пенц (польск. Georg Pencz;   Caritas Romana) Инв. № 77082 (MNW в 2018 г.) - (1500-1550) масло, подпись и  дата «15 PG 38» и сплетенные PG, в кат. «Выставка  картин1908г»– «Перо спасает своего отца Климона от голодной смерти» (фото 117);
- «Бахус в окружении нимф и сатиров», Воордт, Ф. Ван . (fl. ca 1650-1699), (польск. Bachus w otoczeniu nimf i satyrów Voordt, F. Van fl. ca 1650-1699) Инв. № M.Ob.2379 (MNW в 2018 г.)
- «Сцена историческая – Береника», Либери, Марко (польск. Scena historyczna - Berenice | Marco Liberi) (1640-1725), Инв. № M.Ob.2653  (MNW в 2018 г.)
- «Лесной натюрморт с цветущим растением, ящерицей, улитками и насекомыми», Иоганн Фальх (польск. Motyle, ślimaki i jaszczurka Falch Johann (1687-172,  представлялся на выставке в 1939 г. MNW, на сайте Военные Потери  Инв. № 4260 указан по первоисточнику - личному каталогу Собрания картин  д-ра Поплавского.
- «Ухаживания», Неизвестный художник, (польск. Nieznany (1801-1900) Zaloty)  Инв. № M.Ob.705  (NMW) 2018г

После войны польское правительство, вместе с директором НМВ профессором С.Лоренцом вернуло многие работы, захваченные немцами. В 1945 году частные произведения искусства были национализированы коммунистическими властями Народной республики Польши на основании декретов и актов от 1945 года,1946 и 1958 и включены в музейную коллекцию, как «заброшенное имущество».Национальный музей (Варшава)
В коллекциях НМВ  имеются  картины из Собрания д-ра Поплавского, которые были представлены  на Выставке 1908 г в Санкт-Петербурге.   (номера указаны по каталогу «Выставка картин» 1908 г. С-Петербург):
- (№189) — «Ванитас», Корнелис ван Харлем (польск. Cornelis van Haarlem Vanitas) инв. № M.Ob.269 (NMW в 2018 г.) (иконография) живопись Нидерландов 17. век,
- (№ 66) - «Портрет hr. Гаспара Париса Антония», Филипп Халлер (1698-1772), (польск. Portret hr. Gaspara Parysa Antona Haller, Philipp) инв. № M.Ob.1529 (NMW в 2018 г.)
- (№37) - «Портрет Генриха III Валуа», Франсуа Кенель, Эдинбург (польск. François Quesnel: Portrait of Henri Valois), Инв. №185963 ((NMW в 2018 г.).
- (№164) - «Христос в терновом венке», Георг Пенц ( польск. Christ in the crown of thorns  Georg Pencz)  (1500–1550) Инв. № 15 GP 44    (NMW в 2018г.)
- (№ 148 - деталь, № 150) - «Напоение жаждущих» Питер Артсен (1507/8-1575) (польск. Czyny miłosierdzia chrześcijańskiego (Mt 25, 35-36) Aertsen, Pieter) инв. № M.Ob.2183 (инв. № 121817) (MNW в 2018 г.) подписана значком в орнаменте ворот и датирована (1573),  в кат. НМВ за  1958 г. - «Подвиги христианского милосердия»,
- (№ 63) - «Вид на Масса Лубренсе», Иаков Филипп Хакерт (1737-1807) (польск. «View of Massa Lubrense», 1791 Jakob Philipp Hackert) Инв. № M.Ob.2020   инв. № 128728,  (MNW в 2018 г.), в кат. НМВ за 1994 г. - Jakob Philipp Hackert (1791г),
- (№34) - «Мадонна с младенцем и св. Иоанном», Бернардино Пинтуриккио (1454-1513) (польск. Madonna z Dzieciątkiem i św. Janem Pinturicchio, Bernardino  (ca 1452-1513),  инв. № M.Ob.4 (MNW в 2018 г.)
- (№ 193 ) - «Владислав IV», Ван Рейн (Петер Данкертс де Рий, ZKW 559 dep. (польск. Peter Danckerts de Rij  Portrait of King Władysław IV Vasa ), инв. № 128758 (MNW в 2018 г)
- (№36)  - «Княжна» - «Портрет девушки с незабудкой», Лукас Кранах старший (1526) (польск. Portrait of a girl with forget-me-nots, Lucas Cranach the Elder)  Инв. № Wil.1518,
- (№. 382) - «Велизария находят среди античных руин», Джованни Паоло Паннини и датирована (1725), холст (польск. The Discovery of Belisarius among ancient ruins.   Giovanni Paolo Panini )  инв. №121659 (военные потери MNW)

Судьба остальных картин, приобретённых д-ром Поплавским на аукционе в Петербурге из собрания К. Охочинского, остается не известной.   НМВ не предоставил официальной информации о судьбе картин, пропавших  в Польше в период до 1939 и после 1945 годов.
На сайте НМВ в атрибуции картин из Собрания д-ра Поплавского музей указывает себя «владельцем». Исследование истории Собрания в Польше выявило, что НМВ владеет картинами частного Собрания Яна (Ивана) Поплавского без права собственности. Национальный музей (Варшава)
Информация НМВ о покупке в апреле 1935 года Управлением ст. г. Варшавы коллекции картин из частного Собрания д-ра Я. Поплавского не нашла своего правового подтверждения в сохранившихся документах, в польских архивах за период 1932-1939 гг.: банков и Минфина, нотариата и Минюста, гос./Казны и имущества Польши, Управления ст. г. Варшавы. 
Многолетний собирательский и  искусствоведческий труд Поплавского Ивана Ивановича утрачен - большая часть картин бесследно пропала после смерти коллекционера, уникальная нидерландская коллекция разграблена в годы Второй Мировой Войны, и часть картин разбросана по музеям Польши.  
Трагическая история уникального  Собрания европейской живописи российского коллекционера д-ра Яна (Ивана) Поплавского, произошедшая в 1935 году в Польше,  ждет своего исследователя.